# Auvergnepolder
De Auvergnepolder is een polder en voormalig waterschap ten westen van Halsteren, die aangelegd is op slikken aan de Brabantse kant van de Eendracht.
Hier lag eerst een andere polder, de 's-Heer Boudewijnspolder. In 1583 werden hiervan de dijken doorgestoken en de polder verdween. In 1692 werd uiteindelijk opnieuw een polder ingedijkt: De Auvergnepolder. Deze polder vormde feitelijk een eiland, daar ze van het vasteland was afgescheiden door een kreek, het Lange Water genaamd, welke bij de aanleg van de polder intact bleef. De polder zelf is een strak ingedeelde zeekleipolder, waarop voornamelijk landbouw wordt bedreven.
In het uiterste oosten van de polder lig de buurtschap Slikkenburg. Hier lag vroeger het Hoornwerk Slikkenburg, dat deel uitmaakte van de Linie van de Eendracht.

## Veerdienst
Van hier uit vertrok, sinds de aanleg van de polder, de veerpont over de Eendracht naar Tholen. Ook voordat de polder werd aangelegd was er zulk een veer, dat reeds in 1341 werd vermeld. Sinds 1882 kwam ook de stoomtram vanuit Bergen op Zoom bij het Thoolse veer aan, en nam de drukte toe. De open boot zorgde voor veel ongemak: de overtocht is moeilijk, ongeriefelijk, en veelal schadelijk voor de gezondheid, vooral in den winter, wanneer de passagiers tijdens de overtocht bij koud of nat weer of bij storm geheel onbeschermd aan weer en wind staan blootgesteld. Men zoekt beschutting achter een kar of achter een rijtuig, wanneer die toevallig, tijdens de overtocht zich op den pont bevinden...
In 1923 werd een ijzeren boot aangeschaft. In 1928 kwam er een brug en verdween het veer.

## Lange Water
Het Lange Water is een natuurgebied in het oosten van de polder. Dit kreekrestant wordt beheerd door Staatsbosbeheer, dat 60 ha ervan in bezit heeft. Naast open water zijn er oeverlanden met riet, grasland en akkers. Hier broeden bruine kiekendief, baardmannetje, blauwborst, kluut en tureluur.

## Toekomst
Er zijn krachten werkzaam die de Auvergnepolder willen bestemmen als vestigingsplaats voor havengerelateerde industrie. Het Waterschap Brabantse Delta ziet in de polder een mogelijkheid tot waterberging.